# Burgstall Willhof
Der Burgstall Willhof bezeichnet eine abgegangene mittelalterliche Niederungsburg etwa 140 m nordöstlich der Filialkirche St. Jakob von Willhof, einem Gemeindeteil der oberpfälzischen Gemeinde Altendorf im Landkreis Schwandorf. Die Anlage wird als Bodendenkmal unter der Aktennummer D-3-6539-0197 als „mittelalterlicher Burgstall“ geführt.

## Beschreibung
Der Burgstall liegt heute zwischen der nördlich verlaufenden Altendorfer Straße und der südlich davon liegenden und mäandrierenden Schwarzach. Der westliche Teil des Burgstalls ist modern überbaut, der östliche ist schütter bewaldet.